# Tafeltennis op de Gemenebestspelen 2014
Tafeltennis is een van de sporten die beoefend werd tijdens de Gemenebestspelen 2014 in Glasgow. Het tafeltennistoernooi vond plaats van 24 juli tot en met 2 augustus in het Scotstoun Stadium.

## Medailles

### Medaillewinnaars
| Onderdeel  | Goud   | Goud                                                       | Zilver | Zilver                                                                  | Brons  | Brons                                                              |
| Mannen     | Mannen | Mannen                                                     | Mannen | Mannen                                                                  | Mannen | Mannen                                                             |
| ---------- | ------ | ---------------------------------------------------------- | ------ | ----------------------------------------------------------------------- | ------ | ------------------------------------------------------------------ |
| Enkelspel  | SGP    | Zhan Jian                                                  | SGP    | Gao Ning                                                                | ENG    | Liam Pitchford                                                     |
| Dubbelspel | SGP    | Gao Ning Li Hu                                             | IND    | Achanta Sharath Kamal Amalraj Anthony Arputharaj                        | SGP    | Yang Zi Zhan Jian                                                  |
| Team       | SGP    | Chew Zheyu Clarence Gao Ning Li Hu Yang Zi Zhan Jian       | ENG    | Andrew Baggaley Paul Drinkhall Liam Pitchford Daniel Reed Samuel Walker | NGR    | Bode Abiodun Quadri Aruna Jide Ogidiolu Ojo Onaolapo Segun Toriola |
| Vrouwen    |        |                                                            |        |                                                                         |        |                                                                    |
| Enkelspel  | SGP    | Feng Tianwei                                               | SGP    | Yu Mengyu                                                               | SGP    | Lin Ye                                                             |
| Dubbelspel | SGP    | Feng Tianwei Yu Mengyu                                     | AUS    | Miao Miao Jian Fang Lay                                                 | CAN    | Anqi Luo Mo Zhang                                                  |
| Team       | SGP    | Feng Tianwei Li Siyun Isabelle Lin Ye Yu Mengyu Zhou Yihan | MAS    | Beh Lee Wei Ho Ying Lee Rou You Ng Sock Khim                            | AUS    | Miao Miao Zhenhua Dederko Jian Fang Lay Melissa Tapper Sally Zhang |
| Gemengd    |        |                                                            |        |                                                                         |        |                                                                    |
| Dubbelspel | ENG    | Paul Drinkhall Joanna Drinkhall                            | ENG    | Liam Pitchford Tin-Tin Ho                                               | ENG    | Daniel Reed Kelley Sibley                                          |

## Medailleklassement
| Plaats | Land      | Goud | Zilver | Brons | Totaal |
| 1      | Singapore | 6    | 2      | 2     | 10     |
| 2      | Engeland  | 1    | 2      | 2     | 5      |
| 3      | Australië | 0    | 1      | 1     | 2      |
| 4      | India     | 0    | 1      | 0     | 1      |
| 4      | Maleisië  | 0    | 1      | 0     | 1      |
| 6      | Canada    | 0    | 0      | 1     | 1      |
| 6      | Nigeria   | 0    | 0      | 1     | 1      |
| Totaal | Totaal    | 7    | 7      | 7     | 21     |